# Nati il 17 marzo
| Questa pagina contiene informazioni ricavate automaticamente dalle voci biografiche con l'ausilio del template Bio e di un bot. L'aggiornamento è periodico e automatico e ricostruisce completamente la pagina. Se manca una persona in questa lista, sei pregato di non aggiungerla, ma accertati piuttosto che la sua voce biografica contenga il template Bio e che i dati anagrafici siano correttamente compilati. Se il template Bio manca, inseriscilo tu stesso o, in alternativa, metti l'avviso {{tmp\|Bio}} che ne segnala la mancanza. Se i dati riportati sono sbagliati, correggi direttamente la voce biografica; le modifiche saranno visibili in questa lista entro pochi giorni. Per chiarimenti vedi il progetto biografie. La lista contiene solo le 1.200 persone che sono citate nell'enciclopedia e per le quali è stato implementato correttamente il template Bio. Pagina aggiornata al 17 ago 2025. |

## VI secolo(1)
- 599 - ʿAlī ibn ʾAbī Ṭālib, califfo († 661)

## XIII secolo(1)
- 1231 - Shijō, imperatore giapponese († 1242)

## XV secolo(2)
- 1451 - Pier Soderini, politico italiano († 1522)
- 1473 - Giacomo IV di Scozia, re († 1513)

## XVI secolo(7)
- 1503 - Niccolò Ardinghelli, cardinale italiano († 1547)
- 1518 - Paolino Bernardini, presbitero e teologo italiano († 1585)
- 1520 - Thoinot Arbeau, presbitero e scrittore francese († 1595)
- 1524 - Giovanni Francesco Commendone, cardinale e vescovo cattolico italiano († 1584)
- 1548 - Honda Tadakatsu, generale giapponese († 1610)
- 1567 - Akizuki Tanenaga, militare giapponese († 1614)
- 1575 - Francesco Branciforte, marchese di Militello, nobile e mecenate italiano († 1622)

## XVII secolo(20)
- 1605 - Giorgio II d'Assia-Darmstadt, nobile († 1661)
- 1609 - Vincenzo Dandini, pittore italiano († 1675)
- 1615 - Gregorio Carafa, militare italiano († 1690)
- 1626 - Denis de Sallo, avvocato, giornalista e scrittore francese († 1669)
- 1628 - François Girardon, scultore francese († 1715)
- 1628 - Daniel Papebroch, gesuita, storico e diplomatista belga († 1714)
- 1633 - Alessandro Marchetti, matematico, astronomo e traduttore italiano († 1714)
- 1637 - Anna Stuart, nobile britannica († 1640)
- 1643 - Fabrizio Spada, cardinale italiano († 1717)
- 1653 - Giovanni Anastasi, pittore italiano († 1704)
- 1665 - Gio Enrico Vaymer, pittore italiano († 1738)
- 1668 - Johann Hübner, geografo, storico e insegnante tedesco († 1731)
- 1671 - Kaspar Ignaz von Künigl, nobile e vescovo cattolico austriaco († 1747)
- 1680 - Giuseppe Gambarini, pittore italiano († 1725)
- 1681 - Jacques Bousseau, scultore francese († 1740)
- 1682 - Henry Bentinck, I duca di Portland, politico inglese († 1726)
- 1685 - Jean-Marc Nattier, pittore francese († 1766)
- 1686 - Jean-Baptiste Oudry, pittore, incisore e disegnatore francese († 1755)
- 1690 - Giovanni Battista Sacchetti, architetto italiano († 1764)
- 1693 - Elisabetta Augusta Sofia del Palatinato-Neuburg, nobile tedesca († 1728)

## XVIII secolo(43)
- 1701 - Johann Jakob Breitinger, letterato svizzero († 1776)
- 1702 - Luigi Mattei, cardinale e nobile italiano († 1758)
- 1715 - Giuseppe Rabazzi, fantino italiano († 1791)
- 1718 - Joseph Adam von Mölk, pittore austriaco († 1794)
- 1720 - Wilhelm von Freytag, generale prussiano († 1798)
- 1720 - John Rawdon, I conte di Moira, nobile irlandese († 1793)
- 1725 - Lachlan McIntosh, generale statunitense († 1806)
- 1727 - Maria Maddalena Morelli, poetessa italiana († 1800)
- 1732 - Johann Jacob Volkmann, scrittore tedesco († 1803)
- 1733 - Carsten Niebuhr, matematico, cartografo e esploratore tedesco († 1815)
- 1735 - Fredrik Vilhelm von Hessenstein, generale e nobile svedese († 1808)
- 1741 - William Withering, botanico britannico († 1799)
- 1743 - Jean-Baptiste Grosier, orientalista francese († 1823)
- 1743 - Johann Georg Meusel, bibliografo e lessicografo tedesco († 1820)
- 1745 - Nicolas Séjan, organista, clavicembalista e compositore francese († 1819)
- 1751 - Anders Dahl, botanico svedese († 1789)
- 1753 - Charles Stanhope, III conte di Harrington, nobile e ufficiale inglese († 1829)
- 1754 - Marie-Jeanne Roland de la Platière, nobildonna francese († 1793)
- 1762 - Giacomo Coccia, vescovo cattolico italiano († 1829)
- 1764 - William Pinkney, politico e diplomatico statunitense († 1822)
- 1764 - Stefano Sanvitale, politico e filantropo italiano († 1838)
- 1767 - Luigi Capotorti, compositore e violinista italiano († 1842)
- 1768 - Kaʻahumanu, regina († 1832)
- 1768 - Isidoro Máiquez, attore teatrale spagnolo († 1820)
- 1772 - Charles Victoire Emmanuel Leclerc, generale francese († 1802)
- 1777 - Roger Brooke Taney, avvocato e politico statunitense († 1864)
- 1780 - Thomas Chalmers, economista e religioso scozzese († 1847)
- 1780 - August Leopold Crelle, ingegnere e matematico tedesco († 1855)
- 1782 - Juan José Bonel y Orbe, cardinale e arcivescovo cattolico spagnolo († 1857)
- 1786 - Giuseppe Manno, magistrato, politico e storico italiano († 1868)
- 1786 - Fiorentino di Salm-Salm, principe tedesco († 1846)
- 1787 - Edmund Kean, attore teatrale britannico († 1833)
- 1787 - Carlo Giuseppe Benedetto Mercy d'Argenteau, arcivescovo cattolico e diplomatico belga († 1879)
- 1788 - Heinrich von Hess, generale austriaco († 1870)
- 1791 - Achille d'Artois, scrittore, librettista e drammaturgo francese († 1868)
- 1793 - Giuseppe Greggiati, religioso italiano († 1866)
- 1794 - Thomas Maclear, astronomo britannico († 1879)
- 1794 - Gabriel Antonio Pereira, politico uruguaiano († 1861)
- 1796 - Jean-François Bayard, drammaturgo e librettista francese († 1853)
- 1798 - Nicola Sterlini, vescovo cattolico italiano († 1860)
- 1799 - Antoine Vivenel, imprenditore, architetto e filantropo francese († 1862)
- 1799 - Friedrich Zobel, militare austriaco († 1869)
- 1800 - Rudolf Ewald Stier, teologo tedesco († 1862)

## XIX secolo(161)
- 1801 - Domenico Piraino, politico italiano († 1864)
- 1804 - Jim Bridger, esploratore e avventuriero statunitense († 1881)
- 1805 - Manuel García, baritono spagnolo († 1906)
- 1807 - Augustus Mongredien, scacchista e scrittore inglese († 1888)
- 1810 - Alfonso Barracco, politico e nobile italiano († 1890)
- 1810 - Giovanni Miani, esploratore italiano († 1872)
- 1811 - Karl Ferdinand Gutzkow, scrittore, drammaturgo e giornalista tedesco († 1878)
- 1812 - Jules Jean-Baptiste Dehaussy, pittore francese († 1891)
- 1813 - Anton Dominik von Fernkorn, scultore austriaco († 1878)
- 1813 - Giuseppe Mancinelli, pittore italiano († 1875)
- 1814 - Gaetano Cacciatore, astronomo italiano († 1889)
- 1815 - Ctiboh Zoch, pastore protestante, poeta e filosofo slovacco († 1865)
- 1816 - Giuseppe Orosi, chimico italiano († 1875)
- 1817 - Achille Gennarelli, patriota, politico e archeologo italiano († 1902)
- 1817 - Pasquale Stanislao Mancini, avvocato, giurista e politico italiano († 1888)
- 1817 - Kalama delle Hawaii, nobildonna statunitense († 1870)
- 1819 - Alecu Russo, patriota e scrittore rumeno († 1859)
- 1820 - Patrick Edward Connor, generale statunitense († 1891)
- 1821 - Théophile Emmanuel Duverger, pittore francese († 1898)
- 1821 - Theodor Waitz, psicologo, antropologo e filosofo tedesco († 1864)
- 1822 - Frederick Goodall, pittore britannico († 1904)
- 1823 - Carlo Petri, politico italiano († 1905)
- 1823 - Franz Schrüfer, compositore di scacchi tedesco († 1909)
- 1826 - Federico de Comelli von Stuckenfeld, ingegnere e speleologo italiano († 1892)
- 1826 - Innocenzo Manzetti, scienziato e inventore italiano († 1877)
- 1826 - Oskar Peschel, geografo tedesco († 1875)
- 1828 - Giuseppe Manfredi, magistrato, politico e patriota italiano († 1918)
- 1829 - Gioacchino Cutinelli-Rendina, politico italiano († 1885)
- 1829 - Domenico Straface, brigante italiano († 1869)
- 1831 - Fiorenzo Bava Beccaris, generale italiano († 1924)
- 1832 - Walter Quintin Gresham, politico e statistico statunitense († 1895)
- 1833 - Giuseppe Gariboldi, flautista, compositore e direttore d'orchestra italiano († 1905)
- 1833 - Ludovico Piavi, patriarca cattolico italiano († 1905)
- 1833 - Charles Edwin Wilbour, egittologo e giornalista statunitense († 1896)
- 1834 - Gottlieb Daimler, ingegnere e imprenditore tedesco († 1900)
- 1837 - Giuseppe Cataldo, presbitero, missionario e gesuita italiano († 1928)
- 1839 - Christian Griepenkerl, pittore tedesco († 1916)
- 1839 - Joseph Gabriel Rheinberger, compositore e organista liechtensteinese († 1901)
- 1840 - Carlo Borgatta, politico italiano († 1914)
- 1840 - Henri Didon, religioso e scrittore francese († 1900)
- 1840 - Michele Lacava, chirurgo, storico e patriota italiano († 1896)
- 1841 - Giuseppina Raimondi, italiana († 1918)
- 1843 - Giuseppe Avarna, ambasciatore e politico italiano († 1916)
- 1843 - Patricio Escobar, politico e militare paraguaiano († 1912)
- 1843 - Achille Fagioli, politico italiano († 1896)
- 1844 - Emilio Buttironi, patriota italiano († 1919)
- 1846 - Stanislao Fadda, ingegnere italiano († 1912)
- 1846 - Kate Greenaway, artista e scrittrice britannica († 1901)
- 1849 - Charles F. Brush, ingegnere, inventore e imprenditore statunitense († 1929)
- 1849 - Romualdo Moscioni, fotografo italiano († 1925)
- 1849 - Ernst Ziegler, patologo svizzero († 1905)
- 1850 - Massimo Bonardi, politico italiano († 1905)
- 1851 - Gabriele Giovanni Mazza, imprenditore italiano († 1933)
- 1852 - Patrick Augustine Sheehan, religioso irlandese († 1913)
- 1853 - Augusto Scaramella Manetti, agronomo, dirigente d'azienda e politico italiano († 1920)
- 1857 - Aleksej Nikolaevič Bach, chimico e politico sovietico († 1946)
- 1861 - Gabriele Berardi, generale italiano († 1915)
- 1862 - Dina Barberini, soprano italiana († 1932)
- 1862 - Silvio Gesell, mercante, economista e anarchico tedesco († 1930)
- 1862 - Charles Laval, pittore francese († 1894)
- 1862 - Karl Seidensacher, ammiraglio austriaco († 1938)
- 1862 - Eva Tetrazzini, soprano italiano († 1938)
- 1863 - Giulio della Chiesa, nobiluomo italiano († 1915)
- 1863 - Bartolomeo Gosio, medico, microbiologo e biochimico italiano († 1944)
- 1863 - P. H. McCarthy, politico irlandese († 1933)
- 1863 - Giovanni Targioni-Tozzetti, librettista e politico italiano († 1934)
- 1864 - Giuseppe Chiarolanza, pittore italiano († 1920)
- 1865 - Gabriel Narutowicz, ingegnere e politico polacco († 1922)
- 1867 - Jean Fischer, ciclista su strada francese († 1935)
- 1867 - J.P. Lockney, attore statunitense
- 1867 - Rodolfo Namias, chimico, fotografo e saggista italiano († 1938)
- 1868 - Pirro Bottaro, pittore italiano († 1942)
- 1868 - Winifred Hardinge, baronessa Hardinge di Penshurst, nobildonna inglese († 1914)
- 1868 - René de Saussure, matematico, linguista e esperantista svizzero († 1943)
- 1869 - Howard Steward, giocatore di curling canadese († 1951)
- 1870 - Georg Drescher, pistard tedesco († 1939)
- 1870 - Nicola Vacchelli, ufficiale, geografo e politico italiano († 1932)
- 1871 - Giuseppe Borgatti, tenore italiano († 1950)
- 1871 - Albrecht Krafft von Dellmensingen, alpinista, avvocato e geologo tedesco († 1900)
- 1872 - Angelo Massardo, ingegnere e avvocato italiano († 1947)
- 1873 - J. D. Beresford, scrittore britannico († 1947)
- 1873 - Margaret Bondfield, politica britannica († 1953)
- 1874 - Gregorio Conti, mafioso italiano († 1919)
- 1874 - Avgustin Vološin, politico, presbitero e saggista ucraino († 1945)
- 1875 - Phillip Richardson, giornalista e scrittore britannico († 1963)
- 1875 - Rudolf Schrader, ginnasta e multiplista statunitense († 1981)
- 1876 - Ernest Esclangon, matematico e astronomo francese († 1954)
- 1876 - Jack Hopkins, attore statunitense
- 1876 - Livio Tovini, avvocato, giornalista e politico italiano († 1951)
- 1877 - Frank Castleman, velocista e ostacolista statunitense († 1946)
- 1877 - Giovanni Giusti del Giardino, ufficiale italiano († 1932)
- 1877 - Otto Gross, neurologo, psicoanalista e filosofo austriaco († 1919)
- 1877 - Albert Hahn, artista e fumettista olandese († 1918)
- 1877 - Edith New, attivista statunitense († 1951)
- 1879 - Sid Grauman, imprenditore e attore statunitense († 1950)
- 1879 - Angelo Zanelli, scultore italiano († 1942)
- 1880 - Lawrence Oates, ufficiale e esploratore britannico († 1912)
- 1880 - Zoltán Speidl, mezzofondista, ostacolista e velocista ungherese († 1917)
- 1881 - Walter Rudolf Hess, medico e fisiologo svizzero († 1973)
- 1882 - Ezio Felici, giornalista, poeta e drammaturgo italiano († 1948)
- 1882 - Stephanie Longfellow, attrice statunitense
- 1882 - Giulio Pagliano, pittore italiano († 1932)
- 1883 - George Reiffenstein, canottiere canadese († 1932)
- 1883 - Arnold Spencer-Smith, presbitero, esploratore e fotografo britannico († 1916)
- 1884 - Michele De Marco, poeta, commediografo e giornalista italiano († 1954)
- 1884 - Rockliffe Fellowes, attore canadese († 1950)
- 1884 - José Patricio Guggiari, politico paraguaiano († 1957)
- 1884 - Frank Hamer, statunitense († 1955)
- 1884 - John P. McCarthy, regista, sceneggiatore e attore statunitense († 1962)
- 1884 - Alcide Nunez, clarinettista statunitense († 1934)
- 1884 - Stanley Rossiter Benedict, chimico e biochimico statunitense († 1936)
- 1884 - Giuseppe Sapienza, avvocato, sindacalista e politico italiano († 1949)
- 1885 - Ralph Rose, pesista, discobolo e martellista statunitense († 1913)
- 1885 - Einar Strøm, ginnasta norvegese († 1964)
- 1885 - Henry Taylor, nuotatore britannico († 1951)
- 1886 - Charles Denny, pistard britannico († 1971)
- 1886 - Patrizia di Connaught, principessa inglese († 1974)
- 1886 - Josef Wagner, pallanuotista austriaco
- 1887 - Maria Fioroni, archeologa e storica italiana († 1970)
- 1887 - Emanoil Ionescu, militare e aviatore rumeno († 1949)
- 1887 - Wilhelm Kreis, architetto tedesco († 1955)
- 1887 - Karel Vaněk, scrittore e giornalista ceco († 1933)
- 1888 - Eduard Fraenkel, filologo classico tedesco († 1970)
- 1888 - Henri Gance, sollevatore francese († 1953)
- 1888 - Paul Ramadier, politico francese († 1961)
- 1889 - Harry Clarke, pittore e illustratore irlandese († 1931)
- 1889 - Charles Montagne, calciatore francese († 1940)
- 1889 - Giorgio Morigi, militare italiano († 1972)
- 1890 - Ted Adams, attore statunitense († 1973)
- 1892 - Lidio Cipriani, antropologo, etnografo e esploratore italiano († 1962)
- 1892 - Sayed Darwish, cantante e compositore egiziano († 1923)
- 1893 - Patricio Arabolaza, calciatore spagnolo († 1935)
- 1893 - Eileen J. Garrett, parapsicologa irlandese († 1970)
- 1893 - Arthur Lindfors, lottatore finlandese († 1977)
- 1893 - Otto Silber, calciatore estone († 1940)
- 1894 - Badlishah di Kedah, sovrano malese († 1958)
- 1894 - Giuseppe Bosia, politico italiano († 1988)
- 1894 - Paul Green, commediografo e sceneggiatore statunitense († 1981)
- 1895 - John Johnsen, calciatore norvegese († 1969)
- 1896 - Erik Andersson, pallanuotista e nuotatore svedese († 1985)
- 1896 - Antonio Ferro, calciatore argentino († 1937)
- 1896 - Edmund Hakewill-Smith, generale britannico († 1986)
- 1896 - Josef Sudek, fotografo cecoslovacco († 1976)
- 1896 - Cliff Wells, allenatore di pallacanestro e dirigente sportivo statunitense († 1977)
- 1896 - Tadj ol-Molouk, regina iraniana († 1982)
- 1897 - Aldo Cagnoli, calciatore italiano († 1940)
- 1897 - Ella Hall, attrice statunitense († 1981)
- 1897 - Ferdinand von Sammern-Frankenegg, generale tedesco († 1944)
- 1898 - Jacob Ackeret, fisico svizzero († 1981)
- 1898 - Battista Santhià, politico e dirigente d'azienda italiano († 1988)
- 1898 - Vespasiano Trigona, nobile e dirigente sportivo italiano († 1973)
- 1898 - Yokomitsu Riichi, scrittore giapponese († 1947)
- 1899 - Tiziano Ballarin, calciatore italiano († 1978)
- 1899 - Jay Eaton, attore statunitense († 1970)
- 1899 - Giuseppe Rossetti, calciatore italiano († 1965)
- 1900 - Billy Butler, calciatore e allenatore di calcio inglese († 1966)
- 1900 - Arturo Capettini, partigiano italiano († 1943)
- 1900 - Augusto Di Giovanni, attore italiano († 1975)
- 1900 - Alfred Newman, compositore e direttore d'orchestra statunitense († 1970)
- 1900 - Manuel Plaza, maratoneta e mezzofondista cileno († 1969)
- 1900 - Corrado Quaglino, anarchico e pubblicista italiano († 1990)

## XX secolo(934)
- 1901 - Severino Di Giovanni, tipografo e anarchico italiano († 1931)
- 1901 - Georg Ertl, allenatore di calcio e calciatore tedesco († 1968)
- 1901 - Rudolf Wetzer, calciatore e allenatore di calcio rumeno († 1993)
- 1901 - Ludolf von Alvensleben, militare tedesco († 1970)
- 1902 - Nihat Bekdik, calciatore turco († 1972)
- 1902 - Giovanni Favaretto Fisca, politico italiano († 1986)
- 1902 - Bobby Jones, golfista statunitense († 1971)
- 1903 - Morgan Conway, attore statunitense († 1981)
- 1903 - Pietro Cunill Padrós, presbitero spagnolo († 1936)
- 1903 - Romolo Marinari, allenatore di calcio e calciatore italiano († 1984)
- 1903 - Bruno Pincherle, medico e antifascista italiano († 1968)
- 1903 - John Baptist Rosenthal, missionario e vescovo cattolico tedesco († 1975)
- 1903 - Wilhelm von Ammon, avvocato tedesco († 1992)
- 1904 - Billy Gray, attore statunitense († 1978)
- 1905 - Albert Madörin, bobbista svizzero († 1960)
- 1905 - Duilio Segoni, calciatore italiano († 1983)
- 1905 - Lisa Sergio, giornalista e scrittrice italiana († 1989)
- 1906 - Michael O'Shea, attore statunitense († 1973)
- 1907 - Tamara Geva, attrice, ballerina e coreografa russa († 1997)
- 1907 - Takeo Miki, politico giapponese († 1988)
- 1907 - John O. Pastore, politico statunitense († 2000)
- 1907 - Jean Van Houtte, politico belga († 1991)
- 1907 - Marisa Zini, traduttrice italiana († 1982)
- 1908 - Brigitte Helm, attrice tedesca († 1996)
- 1908 - Jack Hildyard, direttore della fotografia britannico († 1990)
- 1908 - Suzanne Melk, aviatrice francese († 1951)
- 1908 - Boris Nikolaevič Polevoj, scrittore e giornalista sovietico († 1981)
- 1908 - Nina Quartero, attrice statunitense († 1985)
- 1909 - Ken Anderson, direttore artistico, sceneggiatore e disegnatore statunitense († 1993)
- 1909 - Friedrich Buchardt, militare tedesco († 1982)
- 1909 - Ramchandra Narayan Dandekar, indologo indiano († 2001)
- 1909 - Henryk Ganzera, lottatore polacco († 1983)
- 1909 - Manuel Soeiro, calciatore portoghese († 1977)
- 1910 - Maurice Barry, direttore della fotografia e sceneggiatore francese († 1984)
- 1910 - Julien Cornell, avvocato e pacifista statunitense († 1994)
- 1910 - Frank De Kova, attore statunitense († 1981)
- 1910 - Patrick McVey, attore statunitense († 1973)
- 1910 - Giuseppe Roselli Lorenzini, ammiraglio italiano († 1987)
- 1911 - Gaetano Baldacci, giornalista e editore italiano († 1971)
- 1911 - Nicola Porcelli, militare italiano († 1942)
- 1911 - Tej Singh Prabhakar Bahadur, principe indiano († 2009)
- 1912 - William Haydon Burns, politico statunitense († 1987)
- 1912 - Fortunato Cesari, militare e aviatore italiano († 1936)
- 1912 - Edgardo Ciancamerla, calciatore italiano († 1986)
- 1912 - Gaetano Devitofrancesco, militare e aviatore italiano († 1936)
- 1912 - Segundo Durandal, calciatore boliviano († 1976)
- 1912 - Francesco Imberti, calciatore italiano († 2008)
- 1912 - Bayard Rustin, attivista statunitense († 1987)
- 1912 - Joe Stydahar, giocatore di football americano e allenatore di football americano statunitense († 1977)
- 1913 - Baby Arizmendi, pugile messicano († 1962)
- 1913 - Alfonso Artioli, illustratore, pittore e umorista italiano († 1986)
- 1913 - Arnaldo Badodi, pittore italiano († 1943)
- 1913 - Luc Dietrich, scrittore, poeta e fotografo francese († 1944)
- 1913 - Harald Edelstam, diplomatico svedese († 1989)
- 1913 - Mario Puppo, critico letterario italiano († 1989)
- 1913 - Marcello Rossi, baritono italiano († 1998)
- 1913 - Abele Saba, giornalista italiano († 1992)
- 1913 - Clay Shaw, imprenditore, agente segreto e militare statunitense († 1974)
- 1913 - Victor Stoloff, regista, sceneggiatore e produttore cinematografico russo († 2009)
- 1913 - Antonio Valese, calciatore e allenatore di calcio italiano († 1986)
- 1914 - Sammy Baugh, giocatore di football americano statunitense († 2008)
- 1914 - Juan Carlos Onganía, generale e politico argentino († 1995)
- 1914 - Giuseppe Perugini, architetto argentino († 1995)
- 1914 - Maria Gabriella Sagheddu, religiosa italiana († 1939)
- 1914 - James Duncan Smith, militare canadese († 1941)
- 1915 - Henry Bumstead, scenografo statunitense († 2006)
- 1915 - Mária Kišonová-Hubová, soprano slovacco († 2004)
- 1915 - Hans Namuth, fotografo statunitense († 1990)
- 1915 - Bill Roycroft, cavaliere australiano († 2011)
- 1915 - Richard Martin Stern, scrittore e romanziere statunitense († 2001)
- 1916 - Mario Tanassi, politico italiano († 2007)
- 1917 - Carlo Cassola, scrittore, saggista e partigiano italiano († 1987)
- 1917 - Ratko Čolić, calciatore jugoslavo († 1999)
- 1917 - Gabriel Fajardo, cestista e allenatore di pallacanestro filippino († 2008)
- 1917 - Hans Philipp, militare e aviatore tedesco († 1943)
- 1918 - Silvio Federico Baridon, partigiano, francesista e critico letterario italiano († 1983)
- 1918 - Marcel Lefèvre, aviatore e militare francese († 1944)
- 1918 - Mario Spinella, scrittore e giornalista italiano († 1994)
- 1918 - Fritz Vogt, militare tedesco († 1945)
- 1919 - Aldo Cetrullo, politico italiano († 2001)
- 1919 - Nat King Cole, cantante, pianista e attore statunitense († 1965)
- 1919 - Violette Cornelius, fotografa e partigiana olandese († 1998)
- 1919 - Mike Hoare, mercenario britannico († 2020)
- 1919 - Leonas Petrauskas, cestista lituano († 1994)
- 1919 - Alexis Phạm Văn Lộc, vescovo cattolico vietnamita († 2011)
- 1919 - Karel Senecký, calciatore cecoslovacco († 1979)
- 1920 - Takeo Doi, psicoanalista giapponese († 2009)
- 1920 - John La Montaine, compositore e pianista statunitense († 2013)
- 1920 - Del Loranger, cestista statunitense († 2003)
- 1920 - Juzefa Makūnaitė, cestista lituana († 2003)
- 1920 - Olga Orozco, poetessa, scrittrice e giornalista argentina († 1999)
- 1920 - Sheikh Mujibur Rahman, politico bangladese († 1975)
- 1920 - José Tomás Sánchez, cardinale e arcivescovo cattolico filippino († 2012)
- 1921 - Meir Amit, politico, generale e agente segreto israeliano († 2009)
- 1921 - Bruno W. Pantel, attore, doppiatore e cabarettista tedesco († 1995)
- 1922 - Nicolas Birtz, calciatore lussemburghese († 2006)
- 1922 - Antonio Di Dio, partigiano e militare italiano († 1944)
- 1922 - Gustav Freij, lottatore svedese († 1973)
- 1922 - Walter Grauman, regista e produttore televisivo statunitense († 2015)
- 1922 - Radhia Haddad, attivista tunisina († 2003)
- 1922 - Gianni Russian, pittore italiano († 1962)
- 1922 - Holger Seebach, calciatore danese († 2011)
- 1922 - Renato Zorzolo, calciatore italiano
- 1923 - Giuseppe Abbamonte, giurista italiano († 2016)
- 1923 - Antonio Bacchetti, allenatore di calcio e calciatore italiano († 1979)
- 1923 - Gianfranco Fineschi, medico e botanico italiano († 2010)
- 1923 - Franco Marchi, calciatore italiano († 2009)
- 1923 - Girolamo Mechelli, politico italiano († 1986)
- 1924 - Giorgio Donati, generale italiano († 2020)
- 1924 - Luigi Tartari, politico italiano († 1989)
- 1924 - Jean Walker-Smith, tennista britannica († 2010)
- 1925 - Marcel Bon, micologo francese († 2014)
- 1925 - Julija Borisova, attrice e politica sovietica († 2023)
- 1925 - Patricia Breslin, attrice statunitense († 2011)
- 1925 - Gabriele Ferzetti, attore italiano († 2015)
- 1925 - Antonio Giagu Demartini, politico italiano († 2006)
- 1925 - Clemente Graziani, politico italiano († 1996)
- 1925 - Ray Iggleden, calciatore inglese († 2003)
- 1925 - Enrico Medioli, sceneggiatore italiano († 2017)
- 1925 - Carlo Negroni, cestista italiano († 2024)
- 1925 - Josef Růžička, lottatore cecoslovacco († 1986)
- 1925 - Willy Steffen, calciatore svizzero († 2005)
- 1925 - Milojka Štrukelj, partigiana e antifascista slovena († 1944)
- 1926 - Yngve Gamlin, attore e regista svedese († 1995)
- 1926 - Siegfried Lenz, scrittore tedesco († 2014)
- 1926 - Gabriella Parca, giornalista e scrittrice italiana († 2016)
- 1926 - Carmelo Samonà, ispanista e scrittore italiano († 1990)
- 1927 - Dolores Abbiati, politica, sindacalista e partigiana italiana († 2001)
- 1927 - Patrick Allen, attore britannico († 2006)
- 1927 - Cora Combs, wrestler statunitense († 2015)
- 1927 - Francisco González Ledesma, giornalista e scrittore spagnolo († 2015)
- 1927 - Rudy Ray Moore, comico, attore e cantante statunitense († 2008)
- 1927 - Banneddu Ruiu, direttore di coro, compositore e etnomusicologo italiano († 2017)
- 1927 - Roberto Suazo Córdova, politico e medico honduregno († 2018)
- 1928 - Eunice Gayson, attrice britannica († 2018)
- 1928 - Alberto Giustolisi, scacchista italiano († 1990)
- 1928 - Rolf Lederbogen, illustratore tedesco († 2012)
- 1929 - Peter Ludwig Berger, sociologo e teologo austriaco († 2017)
- 1929 - Giuseppe Cismondi, generale italiano († 2016)
- 1929 - Franco Fontana, partigiano italiano († 2024)
- 1929 - Carlo Jacono, illustratore e pittore italiano († 2000)
- 1929 - Florence Howe, scrittrice e storica statunitense († 2020)
- 1929 - Howard Winter, mafioso statunitense († 2020)
- 1930 - Sergio Barragán, calciatore spagnolo († 2014)
- 1930 - Mario De Simone, attore italiano († 1999)
- 1930 - Antonio Giuliano, archeologo italiano († 2018)
- 1930 - Paul Horn, flautista e sassofonista statunitense († 2014)
- 1930 - James Irwin, astronauta statunitense († 1991)
- 1930 - Manuel Pazos, calciatore spagnolo († 2019)
- 1930 - Gianni Penati, fotografo italiano († 2018)
- 1930 - Arrigo Vallatta, ingegnere italiano († 2001)
- 1931 - Pat Dunn, cestista statunitense († 1975)
- 1931 - Rubén Olavarrieta, ex cestista paraguaiano
- 1931 - José María Orúe, calciatore spagnolo († 2007)
- 1931 - Arnold Sowinski, allenatore di calcio e calciatore francese († 2020)
- 1931 - Thorvald Strömberg, canoista finlandese († 2010)
- 1931 - André Vlayen, ciclista su strada belga († 2017)
- 1932 - Oleg Dmitrievič Baklanov, politico russo († 2021)
- 1932 - Fred Gamble, pilota automobilistico statunitense († 2024)
- 1932 - Luis Pentrelli, calciatore argentino († 2017)
- 1932 - Ruggero Sbrogiò, politico italiano († 2013)
- 1932 - Ramón Tapia, pugile cileno († 1984)
- 1932 - Mirella Uberti, attrice italiana († 2016)
- 1932 - Patricia Vinnicombe, archeologa e artista sudafricana († 2003)
- 1933 - Heather Armitage, ex velocista britannica
- 1933 - Pina Bottin, attrice italiana († 2024)
- 1933 - Pentti Linnosvuo, tiratore a segno finlandese († 2010)
- 1933 - Penelope Lively, scrittrice britannica
- 1933 - Mamma Ebe, mistica e criminale italiana († 2021)
- 1933 - Piet Ouderland, calciatore, allenatore di calcio e cestista olandese († 2017)
- 1933 - Bob Perry, tennista statunitense († 2023)
- 1933 - Sewall Shurtz, schermidore statunitense († 2018)
- 1934 - Jean-Marc Bory, attore e regista svizzero († 2001)
- 1934 - Márvio dos Santos, pallanuotista brasiliano († 1990)
- 1934 - John Lewis Heilbron, storico statunitense († 2023)
- 1934 - Zibby Oneal, scrittrice statunitense († 2025)
- 1934 - Bernhard Waldenfels, filosofo tedesco
- 1935 - Valerio Adami, pittore italiano
- 1935 - Giuseppino Càmpana, criminale italiano († 2013)
- 1935 - Ab Geldermans, ciclista su strada olandese († 2025)
- 1935 - Lawrie Leslie, calciatore scozzese († 2019)
- 1935 - Oscar Panno, scacchista argentino
- 1935 - Vladimir Popović, allenatore di calcio e calciatore jugoslavo († 2020)
- 1935 - Seiji Yokoyama, compositore e direttore d'orchestra giapponese († 2017)
- 1936 - Jean Galle, cestista e allenatore di pallacanestro francese († 2023)
- 1936 - Thelma Hopkins, altista britannica († 2025)
- 1936 - Dante Masocco, cestista italiano († 2015)
- 1936 - Ken Mattingly, astronauta statunitense († 2023)
- 1937 - Masayuki Akehi, regista giapponese
- 1937 - Piero Leonardo Andreucci, politico italiano
- 1937 - Oleg Morozov, calciatore sovietico († 2006)
- 1937 - Helmut Müller, ex calciatore tedesco orientale
- 1937 - Galina Samsova, ballerina e direttrice teatrale russa († 2021)
- 1937 - Conrad Schnitzler, tastierista, chitarrista e compositore tedesco († 2011)
- 1938 - Waldemar Blatskauskas, cestista brasiliano († 1964)
- 1938 - Mohamed Salah Jedidi, calciatore tunisino († 2014)
- 1938 - Aleksej Kiselëv, pugile sovietico († 2005)
- 1938 - Adolf Knoll, calciatore austriaco († 2018)
- 1938 - Rudol'f Nureev, ballerino e coreografo sovietico († 1993)
- 1938 - Keith O'Brien, cardinale e arcivescovo cattolico britannico († 2018)
- 1938 - Zola Taylor, cantante statunitense († 2007)
- 1939 - Saadi Toma Abbas, generale e politico iracheno († 2020)
- 1939 - Thomas Gompf, ex tuffatore statunitense
- 1939 - Paul Sauvage, calciatore francese († 2019)
- 1939 - Flo Steinberg, editrice statunitense († 2017)
- 1939 - Margarita Trajanova, danzatrice bulgara († 2023)
- 1939 - Giovanni Trapattoni, ex calciatore e allenatore di calcio italiano
- 1940 - Anni Biechl, ex velocista tedesca
- 1940 - Nicholas Corozzo, mafioso statunitense
- 1940 - Norman Mozzato, attore e doppiatore italiano
- 1940 - Gottfried Münzenberg, fisico tedesco († 2024)
- 1940 - Benito Penna, pugile italiano († 2022)
- 1940 - Jim Telfer, rugbista a 15 e allenatore di rugby a 15 scozzese
- 1940 - Silvano Vincenzi, ex calciatore italiano
- 1940 - Mieke Wijaya, attrice indonesiana († 2022)
- 1940 - Yorgis Yatromanolakis, scrittore, poeta e editorialista greco
- 1940 - Hugo Zarich, calciatore argentino († 2017)
- 1940 - Gianalfonso D'Avossa, generale, saggista e giornalista italiano († 2015)
- 1941 - Harry Burrows, ex calciatore inglese
- 1941 - Paul Kantner, chitarrista e cantante statunitense († 2016)
- 1941 - Max Stafford-Clark, regista teatrale e direttore artistico inglese
- 1941 - Vittorio Vidotto, storico italiano († 2024)
- 1942 - Bill Blair, ex cestista e allenatore di pallacanestro statunitense
- 1942 - Massimo Bonfantini, filosofo e semiologo italiano († 2018)
- 1942 - John Wayne Gacy, serial killer statunitense († 1994)
- 1942 - Frans Geurtsen, calciatore olandese († 2015)
- 1942 - Horst Löffler, ex nuotatore tedesco
- 1942 - Willie Somerset, ex cestista statunitense
- 1942 - Monika Wulf-Mathies, sindacalista e politica tedesca
- 1942 - Mario Zurlini, allenatore di calcio e calciatore italiano († 2023)
- 1943 - Ernie Hunt, calciatore inglese († 2018)
- 1943 - Angelo Mammì, calciatore italiano († 2000)
- 1943 - Bakili Muluzi, politico malawiano
- 1943 - Antonio Saltini, giornalista e agronomo italiano
- 1943 - Giuseppe Spalazzi, calciatore italiano († 2025)
- 1943 - Roberto Speciale, generale e politico italiano
- 1943 - Ettore Tibaldi, zoologo, etologo e ambientalista italiano († 2008)
- 1943 - Dionisio Urreisti, ex calciatore e allenatore di calcio spagnolo
- 1944 - Eros Baldissera, arabista italiano
- 1944 - Pattie Boyd, ex modella e fotografa britannica
- 1944 - Claudio Carnieri, politico italiano
- 1944 - Valerio Constantini, ex giocatore di curling italiano
- 1944 - Anthony Monn, cantante, produttore discografico e compositore tedesco
- 1944 - Ivan Pavlica, ex calciatore jugoslavo
- 1944 - John Sebastian, cantautore, armonicista e chitarrista statunitense
- 1944 - Juan Ramón Verón, calciatore e allenatore di calcio argentino († 2025)
- 1944 - Diana Wilkinson, ex nuotatrice britannica
- 1945 - Hassan Bchara, lottatore libanese († 2017)
- 1945 - Giselda Castrini, attrice italiana
- 1945 - Andrzej Chmarzyński, cestista polacco († 2019)
- 1945 - Elis Regina, cantante brasiliana († 1982)
- 1945 - Giuseppe Filippi, vescovo cattolico e missionario italiano
- 1945 - Douglas Meakin, musicista e cantante britannico
- 1945 - Radovan Miškov, ex pallanuotista croato
- 1945 - Paddy Mulligan, allenatore di calcio e ex calciatore irlandese
- 1945 - Daniel Onega, ex calciatore argentino
- 1945 - Dennis Joseph Sullivan, vescovo cattolico statunitense
- 1945 - Elio Trifari, giornalista e scrittore italiano († 2021)
- 1946 - John Baines, egittologo britannico
- 1946 - Bobby Croft, cestista canadese († 2014)
- 1946 - Michael Finnissy, compositore e pianista inglese
- 1946 - Maggie Hemingway, scrittrice britannica († 1993)
- 1946 - Keith Hudson, produttore discografico e cantante giamaicano († 1984)
- 1946 - Francesco Pazienza, agente segreto italiano († 2025)
- 1947 - Alexandre Arcady, regista, sceneggiatore e produttore cinematografico francese
- 1947 - Boris Groys, storico dell'arte tedesco
- 1947 - Hans Jacobson, schermidore e pentatleta svedese († 1984)
- 1947 - Dimo Kostov, ex lottatore bulgaro
- 1947 - Sepp Kusstatscher, politico italiano
- 1947 - James Morrow, autore di fantascienza statunitense
- 1947 - Dean Parks, chitarrista statunitense
- 1947 - Ed White, attore statunitense († 2004)
- 1947 - Kunihiko Yokoyama, ex cestista giapponese
- 1948 - John Bartlett, ex tennista australiano
- 1948 - William Gibson, scrittore e autore di fantascienza statunitense
- 1948 - Theo Jansen, artista olandese
- 1948 - Maria Stella Masocco, ex discobola e pesista italiana
- 1948 - Daniel Ravier, ex calciatore francese
- 1949 - Little Pattie, cantante australiana
- 1949 - Hartmut Briesenick, pesista tedesco († 2013)
- 1949 - Svend Erik Christensen, ex calciatore danese
- 1949 - Patrick Duffy, attore e regista statunitense
- 1949 - Kam Fook Wong, ex calciatore malaysiano
- 1949 - Daniel Lavoie, cantautore canadese
- 1949 - Thaddée Nsengiyumva, vescovo cattolico ruandese († 1994)
- 1949 - Pat Rice, ex calciatore e allenatore di calcio nordirlandese
- 1949 - Mike Schwartz, ex cestista statunitense
- 1950 - Patrick Adams, produttore discografico, compositore e musicista statunitense († 2022)
- 1950 - Gabriele Barbaro, dirigente sportivo e ex mezzofondista italiano
- 1950 - Alfio Caruso, giornalista e scrittore italiano
- 1950 - Cho Jea-ki, ex judoka sudcoreano
- 1950 - Luciano Conati, ciclista su strada italiano († 2016)
- 1950 - Rumjančo Goranov, ex calciatore bulgaro
- 1950 - Peter Robinson, scrittore britannico († 2022)
- 1950 - Patrizio Sandrelli, cantautore italiano
- 1950 - Byron Stingily, cantante statunitense
- 1950 - Patrizia Toia, politica italiana
- 1951 - Bill Atkinson, programmatore statunitense († 2025)
- 1951 - Scott Gorham, chitarrista e compositore statunitense
- 1951 - Benny Nielsen, ex calciatore danese
- 1951 - Sydne Rome, attrice e showgirl statunitense
- 1951 - Kurt Russell, attore statunitense
- 1951 - Giuseppe Torchio, politico italiano
- 1952 - Fabrizio Caleffi, commediografo, regista e attore italiano
- 1952 - Barry Horne, attivista britannico († 2001)
- 1953 - Jaime de Almeida, allenatore di calcio e ex calciatore brasiliano
- 1953 - Alberto Cavalli, politico italiano
- 1953 - Vittorio Fontanella, ex mezzofondista italiano
- 1953 - Nino Galloni, economista italiano
- 1953 - Victor Hermans, allenatore di calcio a 5, ex giocatore di calcio a 5 e ex calciatore olandese
- 1953 - Lars-Erik Hinders, ex sciatore alpino svedese
- 1953 - Clyde Mayes, ex cestista statunitense
- 1953 - Chuck Muncie, giocatore di football americano statunitense († 2013)
- 1954 - Lesley-Anne Down, attrice britannica
- 1954 - Bjørn Eidsvåg, cantante norvegese
- 1954 - Angelo Frigoni, allenatore di pallavolo e dirigente sportivo italiano
- 1954 - Tom Jacobsen, ex calciatore norvegese
- 1955 - Élie Baup, allenatore di calcio e ex calciatore francese
- 1955 - Mark Boone Junior, attore e regista statunitense
- 1955 - Josep María Margall, ex cestista spagnolo
- 1955 - Cynthia McKinney, politica e insegnante statunitense
- 1955 - Luigi Minchillo, pugile italiano († 2023)
- 1955 - Vincenzo Patania, allenatore di calcio italiano
- 1955 - Walter Polini, ciclista su strada italiano († 2002)
- 1955 - Enrique Páez, scrittore spagnolo
- 1955 - Eigil Ramsfjell, ex giocatore di curling norvegese
- 1955 - Carlo Romanelli, schermidore italiano
- 1955 - Gary Sinise, attore, regista e bassista statunitense
- 1956 - Marina Arcangeli, cantante italiana
- 1956 - Martine Couttet, ex sciatrice alpina francese
- 1956 - Paolo Di Giannantonio, giornalista e conduttore televisivo italiano
- 1956 - Luca Francesconi, compositore e direttore d'orchestra italiano
- 1956 - John Gardiner, barone Gardiner di Kimble, politico britannico
- 1956 - Patti Hansen, modella e attrice statunitense
- 1956 - András Hargitay, ex nuotatore ungherese
- 1956 - Patrick McDonnell, fumettista e illustratore statunitense
- 1956 - Frank McGarvey, calciatore scozzese († 2023)
- 1956 - Fulvio Muzio, musicista, compositore e medico italiano
- 1956 - Jürgen Pahl, ex calciatore tedesco
- 1956 - Paul van der Sterren, scacchista olandese
- 1956 - Peppe Vessicchio, direttore d'orchestra, arrangiatore e personaggio televisivo italiano
- 1957 - Dmitrij Astrachan, regista, produttore cinematografico e attore sovietico
- 1957 - Hamish Kilgour, musicista neozelandese († 2022)
- 1957 - David Joyce, politico e avvocato statunitense
- 1957 - Barry Krauss, ex giocatore di football americano statunitense
- 1957 - Richard Kwietniowski, regista e sceneggiatore britannico
- 1957 - Sissela Kyle, attrice svedese
- 1957 - Jim O'Neill, economista britannico
- 1957 - Carlo Russolillo, ex pugile italiano
- 1957 - Maurizio Vitali, pilota motociclistico italiano
- 1957 - Haim Zlotikman, ex cestista israeliano
- 1958 - José Manuel Abascal, ex mezzofondista spagnolo
- 1958 - Piet den Boer, ex calciatore olandese
- 1958 - Ol'ga Burjakina, ex cestista sovietica
- 1958 - Jennifer Butt, attrice statunitense
- 1958 - Thom Hunt, ex mezzofondista e ex maratoneta statunitense
- 1958 - Vincenzo Laveneziana, calciatore italiano († 2018)
- 1958 - Jizzy Pearl, cantante statunitense
- 1958 - Lubomír Pokluda, ex calciatore ceco
- 1958 - Gig Sims, ex cestista statunitense
- 1958 - Ignác Tepszics, allenatore di calcio e ex calciatore ungherese
- 1959 - Danny Ainge, ex cestista, allenatore di pallacanestro e dirigente sportivo statunitense
- 1959 - Andrej Rėmovič Belousov, politico e economista russo
- 1959 - Paul Black, cantante e batterista statunitense
- 1959 - Christian Clemenson, attore statunitense
- 1959 - Charles Jason Gordon, arcivescovo cattolico trinidadiano
- 1959 - Jan Karaś, ex calciatore polacco
- 1959 - Tomáš Kříž, ex calciatore cecoslovacco
- 1959 - José Leandro Ferreira, ex calciatore brasiliano
- 1959 - Alba Milana, ex maratoneta e mezzofondista italiana
- 1959 - Armando Punzo, regista teatrale e drammaturgo italiano
- 1959 - Giovanni Scalzo, ex schermidore italiano
- 1959 - Maricel Voinea, ex pallamanista rumeno
- 1960 - Damien Garvey, attore australiano
- 1960 - Arye Gross, attore statunitense
- 1960 - Pat Heard, ex calciatore inglese
- 1960 - Todd Jensen, bassista statunitense
- 1960 - Thomas Kempe, ex calciatore tedesco
- 1960 - Vicki Lewis, attrice e cantante statunitense
- 1960 - Pietro Scalia, montatore italiano
- 1960 - Gianluca Signorini, calciatore italiano († 2002)
- 1960 - Sílvio Malvezi, ex cestista brasiliano
- 1960 - Cameron Thor, attore statunitense
- 1961 - Alexander Bard, cantante e produttore discografico svedese
- 1961 - Sam Bowie, ex cestista statunitense
- 1961 - Alessandro Fantozzi, allenatore di pallacanestro e ex cestista italiano
- 1961 - Ignazio Gibilaro, generale italiano
- 1961 - Andris Jēkabsons, ex cestista sovietico
- 1961 - Marco Miccoli, politico italiano
- 1961 - Derio Olivero, vescovo cattolico italiano
- 1961 - Dana Reeve, cantante, attrice e attivista statunitense († 2006)
- 1961 - Casey Siemaszko, attore statunitense
- 1961 - Gris Grimly, illustratore e scrittore statunitense
- 1961 - Raúl Viver, allenatore di tennis e ex tennista ecuadoriano
- 1961 - Steven Wood, canoista australiano († 1995)
- 1962 - Dieter Ammann, musicista e compositore svizzero
- 1962 - Ank Bijleveld, politica olandese
- 1962 - Kalpana Chawla, astronauta indiana († 2003)
- 1962 - Meiway, musicista e cantante ivoriano
- 1962 - Vasil Dragolov, ex calciatore bulgaro
- 1962 - Naoto Hikosaka, goista giapponese
- 1962 - Sahak II Mashalian, arcivescovo cristiano orientale armeno
- 1962 - Gianluca Medas, regista, scrittore e attore italiano
- 1962 - Giampaolo Mosele, ex combinatista nordico italiano
- 1962 - Stéphane Ostrowski, ex cestista e allenatore di pallacanestro francese
- 1962 - Mark Pellington, regista, produttore cinematografico e produttore televisivo statunitense
- 1962 - Derrick Pereira, allenatore di calcio e ex calciatore indiano
- 1962 - Roxy Petrucci, batterista statunitense
- 1962 - Pello Ruiz Cabestany, ex ciclista su strada e pistard spagnolo
- 1962 - Gary Waddock, allenatore di calcio e ex calciatore irlandese
- 1962 - Christiane Weber, ex schermitrice tedesca
- 1962 - Gaetano Zauner, generale italiano
- 1963 - Muneir Al-Masri, ex lottatore giordano
- 1963 - Roberto Certomà, doppiatore italiano
- 1963 - Allen Eskens, scrittore statunitense
- 1963 - Alex Fong, attore cinese
- 1963 - Ludmila Komeštíková, ex cestista cecoslovacca
- 1963 - Douglas John Lucia, vescovo cattolico statunitense
- 1963 - Lise Simms, cantante, attrice e ballerina statunitense
- 1963 - Emir Šišić, militare bosniaco
- 1963 - Willum Þór Þórsson, ex calciatore, allenatore di calcio e insegnante islandese
- 1963 - Marion Walsmann, politica tedesca
- 1964 - Joseba Agirre, allenatore di calcio e ex calciatore spagnolo
- 1964 - Serenella Bianco, ex cestista italiana
- 1964 - Stefano Borgonovo, calciatore italiano († 2013)
- 1964 - Lee Dixon, ex calciatore inglese
- 1964 - Neil Francis, ex rugbista a 15 e giornalista irlandese
- 1964 - Pat Fry, ingegnere britannico
- 1964 - Rob Lowe, attore statunitense
- 1964 - Victor McGuire, attore britannico
- 1964 - Francesco Meoni, attore e doppiatore italiano
- 1964 - Claus Reitmaier, ex calciatore tedesco
- 1964 - Eugenio Sgarbossa, allenatore di calcio e ex calciatore italiano
- 1964 - Jacques Songo'o, ex calciatore camerunese
- 1964 - Stephan Streker, regista e sceneggiatore belga
- 1964 - Ingolf Turban, violinista tedesco
- 1964 - Pietro Veneri, direttore d'orchestra italiano
- 1965 - Caitlin Bilodeaux, schermitrice statunitense
- 1965 - Donnie Dee, ex giocatore di football americano statunitense
- 1965 - Pasquale Del Vecchio, fumettista italiano
- 1965 - Waldemar Kosiński, sollevatore polacco
- 1965 - Sven Lodziewski, ex nuotatore tedesco
- 1965 - Salvatore Mereu, regista, sceneggiatore e produttore cinematografico italiano
- 1965 - Luisinho Quintanilha, ex calciatore brasiliano
- 1965 - Alfredo Roberts, ex giocatore di football americano statunitense
- 1966 - Brigitte Auer, ex sciatrice alpina austriaca
- 1966 - Steve Bucknall, ex cestista e allenatore di pallacanestro britannico
- 1966 - Alessandra De Stefano, giornalista, conduttrice televisiva e scrittrice italiana
- 1966 - Héctor Díaz, attore argentino
- 1966 - José Garcia, attore francese
- 1966 - Brahima Kamara, ex calciatore ivoriano
- 1966 - Maurizio Laureri, ex calciatore italiano
- 1966 - Mario Rinaldi, pilota motociclistico italiano
- 1966 - Jeremy Sheffield, attore e ex ballerino britannico
- 1966 - Chris Steele, regista, sceneggiatore e ex attore pornografico statunitense
- 1966 - José Villarreal, allenatore di calcio e ex calciatore argentino
- 1966 - Luca Volontè, politico italiano
- 1967 - Mariano Baino, regista e sceneggiatore italiano
- 1967 - Francesco Ciancitto, politico italiano
- 1967 - Fabián Coito, allenatore di calcio e ex calciatore uruguaiano
- 1967 - Luigi Colturi, sciatore alpino italiano († 2010)
- 1967 - Billy Corgan, cantautore, musicista e imprenditore statunitense
- 1967 - Johan Hammarström, ex calciatore svedese
- 1967 - Thom Kaumeyer, ex giocatore di football americano e allenatore di football americano statunitense
- 1967 - Nathalie Marquay, modella francese
- 1967 - Luciano Melchionna, regista, drammaturgo e attore italiano
- 1967 - Stefano Odoardi, regista, sceneggiatore e artista italiano
- 1967 - Simona Vicari, politica italiana
- 1968 - Valjancina Cybul'skaja, ex marciatrice bielorussa
- 1968 - Maxence Fermine, scrittore francese
- 1968 - Koji Igarashi, autore di videogiochi giapponese
- 1968 - Vesko Mihajlović, allenatore di calcio e ex calciatore serbo
- 1968 - Judy Mosley, cestista e allenatrice di pallacanestro statunitense († 2013)
- 1968 - Guillermo Myers, ex cestista panamense
- 1968 - Hugo Speer, attore britannico
- 1968 - Mathew St. Patrick, attore statunitense
- 1968 - Giuseppe Tiano, nuotatore italiano
- 1969 - Ilie Bolojan, politico rumeno
- 1969 - Kurt Brugger, ex slittinista italiano
- 1969 - Benoît Cœuré, economista francese
- 1969 - Ancil Elcock, ex calciatore trinidadiano
- 1969 - Edgar Grospiron, ex sciatore freestyle francese
- 1969 - Marc Lee, artista svizzero
- 1969 - Alexander McQueen, stilista britannico († 2010)
- 1969 - Min Chunfeng, ex discobola cinese
- 1969 - Paola Palma, paroliera italiana
- 1969 - Gilbert Schaller, allenatore di tennis e ex tennista austriaco
- 1970 - Juliet Campbell, ex velocista giamaicana
- 1970 - Carlo Carcano, compositore, arrangiatore e produttore discografico italiano
- 1970 - Vassili Davidenko, dirigente sportivo e ex ciclista su strada russo
- 1970 - Giampiero De Carli, allenatore di rugby a 15 e ex rugbista a 15 italiano
- 1970 - Cara Dunne-Yates, sciatrice alpina, paraciclista e avvocata statunitense († 2004)
- 1970 - Saimir Malko, allenatore di calcio e ex calciatore albanese
- 1970 - Florin Răducioiu, dirigente sportivo, allenatore di calcio e ex calciatore rumeno
- 1970 - Denver Riggleman, politico statunitense
- 1970 - Sanda Toma, ex canoista romena
- 1970 - Yanic Truesdale, attore canadese
- 1971 - Katrina Colleton, ex cestista e allenatrice di pallacanestro statunitense
- 1971 - Sunay Erdem, architetto del paesaggio bulgaro
- 1971 - Lauretta Freeman, ex cestista statunitense
- 1971 - Marcin Jałocha, ex calciatore polacco
- 1971 - Aleksej Kosolapov, ex calciatore e allenatore di calcio russo
- 1971 - Jason Livingston, ex velocista britannico
- 1971 - Dražen Madunović, allenatore di calcio e ex calciatore croato
- 1971 - Tibor Ordina, lunghista e triplista ungherese († 2016)
- 1971 - Vladislav Pavlovič, schermidore russo
- 1971 - Olivier Père, critico cinematografico e giornalista francese
- 1971 - Astrid Whettnall, attrice belga
- 1972 - Melissa Auf der Maur, bassista, cantante e fotografa canadese
- 1972 - Richard Buhagiar, ex calciatore maltese
- 1972 - Tommaso Casigliani, produttore discografico e musicista italiano
- 1972 - Francesco Galeoto, allenatore di calcio e ex calciatore italiano
- 1972 - Oksana Griščuk, ex danzatrice su ghiaccio sovietica
- 1972 - Mia Hamm, dirigente sportiva e ex calciatrice statunitense
- 1972 - Kemokai Kallon, ex calciatore sierraleonese
- 1972 - Emily Kapnek, sceneggiatrice e produttrice televisiva statunitense
- 1972 - Viktors Lukaševičs, ex calciatore lettone
- 1972 - Francesco Maino, scrittore italiano
- 1972 - Eran Ofek, astronomo israeliano
- 1972 - Sean Price, rapper statunitense († 2015)
- 1972 - Ivan Zammit, ex calciatore maltese
- 1973 - Hafid Aggoune, scrittore francese
- 1973 - Belhassen Aloui, ex calciatore tunisino
- 1973 - Daniel Ballart, pallanuotista spagnolo
- 1973 - Alessio Chiodi, pilota motociclistico italiano
- 1973 - Caroline Corr, batterista e compositrice irlandese
- 1973 - Kolio Etuale, vescovo cattolico samoano
- 1973 - Amelia Heinle, attrice statunitense
- 1973 - Maher Kanzari, allenatore di calcio e ex calciatore tunisino
- 1973 - Shannon McNally, cantautrice statunitense
- 1973 - Bancha Nunart, giocatore di calcio a 5 thailandese
- 1973 - Dario Ricci, giornalista italiano
- 1973 - César Augusto Sant'Anna, ex calciatore brasiliano
- 1973 - Simone Spada, regista e sceneggiatore italiano
- 1973 - Wang Manli, ex pattinatrice di velocità su ghiaccio cinese
- 1973 - Jerome Woods, ex giocatore di football americano statunitense
- 1973 - John-Laffnie de Jager, ex tennista sudafricano
- 1974 - Mitja Borkert, progettista e ingegnere tedesco
- 1974 - Franck Bouyer, ex ciclista su strada francese
- 1974 - Rodrigo José Carbone, ex calciatore brasiliano
- 1974 - Marisa Coughlan, attrice statunitense
- 1974 - Mille Dinesen, attrice danese
- 1974 - Aleksandra Ivošev, ex tiratrice a segno serba
- 1974 - Frode Johnsen, ex calciatore norvegese
- 1974 - Maddalena Maggi, attrice cinematografica, attrice teatrale e regista teatrale italiana
- 1974 - Andrea Ostellari, politico italiano
- 1974 - Oliver Palotai, tastierista tedesco
- 1974 - Dorin Recean, economista e politico moldavo
- 1975 - Pavel Beneš, ex cestista e allenatore di pallacanestro ceco
- 1975 - Justin Hawkins, cantante britannico
- 1975 - Gina Holden, attrice canadese
- 1975 - Gergely Kovács, ex pentatleta ungherese
- 1975 - Vito Lasalandra, allenatore di calcio e ex calciatore italiano
- 1975 - Michael McDonald, ex velocista giamaicano
- 1975 - Puneeth Rajkumar, attore e cantante indiano († 2021)
- 1975 - Test, wrestler canadese († 2009)
- 1975 - Nicholas Yatromanolakis, politico, funzionario e attivista greco
- 1975 - Natalie Zea, attrice statunitense
- 1976 - Marino Biliškov, ex calciatore croato
- 1976 - Brittany Daniel, attrice statunitense
- 1976 - Cynthia Daniel, attrice e fotografa statunitense
- 1976 - Dardust, pianista, compositore e produttore discografico italiano
- 1976 - Stephen Gately, cantautore e attore irlandese († 2009)
- 1976 - Guðrún Eva Mínervudóttir, scrittrice islandese
- 1976 - Antoine van der Linden, ex calciatore olandese
- 1976 - Swift, rapper statunitense
- 1976 - Todd Perry, ex tennista australiano
- 1976 - Álvaro Recoba, allenatore di calcio e ex calciatore uruguaiano
- 1976 - Johan Stigefelt, pilota motociclistico svedese
- 1977 - Héctor Altamirano, allenatore di calcio e ex calciatore messicano
- 1977 - Juraj Bača, canoista slovacco
- 1977 - Tamar Braxton, cantautrice, attrice e ballerina statunitense
- 1977 - Ludivine Dedonder, politica belga
- 1977 - Michael Edwards, ex calciatore trinidadiano
- 1977 - Simon Hamilton, politico britannico
- 1977 - Alexia Portal, attrice francese
- 1977 - Xabier Zandio, ex ciclista su strada spagnolo
- 1978 - Annalisa Ceresa, ex sciatrice alpina italiana
- 1978 - Mário Correia, ex cestista e dirigente sportivo capoverdiano
- 1978 - Yeliz Doğramacılar, attrice e conduttrice televisiva turca
- 1978 - Pilar Rubio Fernández, conduttrice televisiva, giornalista e attrice spagnola
- 1978 - Franck Grandel, ex calciatore francese
- 1978 - Corina Peptan, scacchista rumena
- 1978 - Philippe Schnyder, ex ciclista su strada svizzero
- 1978 - Patrick Seitz, doppiatore e sceneggiatore statunitense
- 1979 - Coco Austin, personaggio televisivo, modella e attrice statunitense
- 1979 - Stormy Daniels, ex attrice pornografica e regista statunitense
- 1979 - Hind Dehiba, ex mezzofondista marocchina
- 1979 - Andrew Ference, ex hockeista su ghiaccio canadese
- 1979 - Stephen Kramer Glickman, attore canadese
- 1979 - Sharman Joshi, attore indiano
- 1979 - Samir Musayev, ex calciatore azero
- 1979 - Albio Dally Nzuanda, ex cestista della Repubblica Democratica del Congo
- 1979 - Samoa Joe, wrestler statunitense
- 1979 - Million Wolde, mezzofondista e siepista etiope
- 1980 - David Boucher, ex ciclista su strada francese
- 1980 - Danny Califf, ex calciatore statunitense
- 1980 - Kasia Cerekwicka, cantante polacca
- 1980 - Zack Fleishman, ex tennista statunitense
- 1980 - Torsten Hiekmann, ex ciclista su strada tedesco
- 1980 - Kazuo Homma, calciatore giapponese
- 1980 - Alessandro Mari, scrittore e traduttore italiano
- 1980 - Mehdy Mary, allenatore di pallacanestro e ex cestista francese
- 1980 - Katie Morgan, attrice pornografica statunitense
- 1980 - Davide Morosinotto, scrittore, traduttore e giornalista italiano
- 1980 - Tshepo Motlhabankwe, calciatore botswano
- 1980 - Anne Marie Müller, ex sciatrice alpina norvegese
- 1980 - Tuomas Planman, tastierista finlandese
- 1980 - Aisam-ul-Haq Qureshi, ex tennista pakistano
- 1980 - Tiê, cantautrice e chitarrista brasiliana
- 1981 - Arzu, ex calciatore spagnolo
- 1981 - Simen Brenne, ex calciatore norvegese
- 1981 - Mario Cáceres, ex calciatore cileno
- 1981 - John Culma, ex calciatore colombiano
- 1981 - Eva Fislová, ex tennista slovacca
- 1981 - Nicky Jam, cantante statunitense
- 1981 - Kyle Korver, ex cestista statunitense
- 1981 - Takashi Makiuchi, ex giocatore di football americano giapponese
- 1981 - Carlos Milhazes, ex calciatore portoghese
- 1981 - Mariusz Pawełek, ex calciatore polacco
- 1981 - Alberto Pomini, ex calciatore italiano
- 1981 - Richard Riszdorfer, canoista slovacco
- 1981 - Leandro Romagnoli, allenatore di calcio, dirigente sportivo e ex calciatore argentino
- 1981 - Luigi Sannino, astronomo italiano
- 1981 - Dilek Serbest, attrice turca
- 1981 - Servet Çetin, allenatore di calcio e ex calciatore turco
- 1981 - Thorsten Stuckmann, ex calciatore tedesco
- 1982 - Steven Bortolussi, ex rugbista a 15 italiano
- 1982 - Wílton Figueiredo, ex calciatore brasiliano
- 1982 - Wolfgang Gartner, disc jockey e produttore discografico statunitense
- 1982 - Liu Yuanyuan, ex biatleta e fondista cinese
- 1982 - Hesham Mesbah, judoka egiziano
- 1982 - Rungano Nyoni, regista, scenografa e attrice zambiana
- 1982 - Steven Pienaar, allenatore di calcio e ex calciatore sudafricano
- 1982 - Maria Poiani Panigati, nuotatrice italiana
- 1982 - Andy Ristie, kickboxer e thaiboxer surinamese
- 1982 - Michele Scarica, ex nuotatore italiano
- 1982 - Rashad Wright, ex cestista statunitense
- 1982 - Ýewgeniý Zemskow, ex calciatore turkmeno
- 1983 - Ishfaq Ahmed, allenatore di calcio e ex calciatore indiano
- 1983 - Julija Birjukova, schermitrice russa
- 1983 - Christian Brink, calciatore norvegese
- 1983 - Zenon Caravella, ex calciatore australiano
- 1983 - Mathieu Claude, ex ciclista su strada francese
- 1983 - Tamara Gachechiladze, cantante, compositrice e attrice georgiana
- 1983 - Astrid Guyart, schermitrice francese
- 1983 - Chris Hernández, ex cestista statunitense
- 1983 - Stefano Mancinelli, ex cestista italiano
- 1983 - Jan Martykán, calciatore ceco
- 1983 - Raul Meireles, ex calciatore portoghese
- 1983 - Jelena Pandžić, tennista croata
- 1983 - Matteo Paro, allenatore di calcio e ex calciatore italiano
- 1983 - Emanuel Rivas, ex calciatore argentino
- 1983 - Paolo Sammarco, allenatore di calcio e ex calciatore italiano
- 1983 - Martin Shkreli, imprenditore e truffatore statunitense
- 1983 - Attila Vajda, canoista ungherese
- 1983 - Sebastijan Valentan, presbitero, teologo e magistrato sloveno
- 1984 - Marciano Bruma, calciatore olandese
- 1984 - Chris Copeland, allenatore di pallacanestro e ex cestista statunitense
- 1984 - Ivan Harris, ex cestista statunitense
- 1984 - Ángel Horta, calciatore cubano
- 1984 - Jelena Ivezić, cestista croata
- 1984 - Raphael Maitimo, ex calciatore olandese
- 1984 - Elkin Serrano, ex calciatore colombiano
- 1984 - Roberto Tardito, musicista, cantautore e biografo italiano
- 1985 - Dominic Adams, attore e modello inglese
- 1985 - Vassiliki Arvaniti, giocatrice di beach volley greca
- 1985 - Darren Barr, ex calciatore scozzese
- 1985 - Loredana Calogero, ex calciatrice italiana
- 1985 - Dario Cataldo, ex ciclista su strada italiano
- 1985 - Julien Gorius, dirigente sportivo e ex calciatore francese
- 1985 - Li-Ann, cantante olandese
- 1985 - Gary Irvine, allenatore di calcio e calciatore scozzese
- 1985 - Pauline Krawczyk, ex cestista polacca
- 1985 - Artur Ljavicki, ex calciatore bielorusso
- 1985 - Kristof Wilke, canottiere tedesco
- 1986 - Alexander Breidvik, ex calciatore norvegese
- 1986 - Mikaël Cherel, ex ciclista su strada francese
- 1986 - Lilleman, rapper svedese
- 1986 - Chris Davis, ex giocatore di baseball statunitense
- 1986 - Edin Džeko, calciatore bosniaco
- 1986 - Felipe Santana, ex calciatore brasiliano
- 1986 - Miles Kane, cantante e chitarrista britannico
- 1986 - Akaki Khubutia, ex calciatore georgiano
- 1986 - David Laliberté, ex hockeista su ghiaccio canadese
- 1986 - Olivier N'Siabamfumu, ex calciatore francese
- 1986 - Nick Newell, artista marziale misto statunitense
- 1986 - Jeremy Pargo, cestista statunitense
- 1986 - Eugen Polanski, ex calciatore tedesco
- 1986 - Olesya Rulin, attrice, pianista e modella russa
- 1986 - Silke Spiegelburg, astista tedesca
- 1986 - Adrián Sáez, ex ciclista su strada spagnolo
- 1986 - Hiroyuki Takasaki, calciatore giapponese
- 1986 - Zach Villa, attore e musicista statunitense
- 1986 - Patrick Wright, ex sciatore alpino canadese
- 1987 - Keishen Bean, calciatore bermudiano
- 1987 - Bryan Dechart, attore e doppiatore statunitense
- 1987 - Patrick Ebert, ex calciatore tedesco
- 1987 - Federico Fazio, ex calciatore argentino
- 1987 - Owain Fôn Williams, allenatore di calcio e ex calciatore gallese
- 1987 - Elena Gemo, ex nuotatrice italiana
- 1987 - Vladimir Iliev, biatleta bulgaro
- 1987 - Jung Chan-sung, ex artista marziale misto e kickboxer sudcoreano
- 1987 - Rob Kardashian, personaggio televisivo e manager statunitense
- 1987 - Brody King, wrestler statunitense
- 1987 - Carlos Lampe, calciatore boliviano
- 1987 - Ivana Lisjak, tennista croata
- 1987 - Lucio Manca, bassista e compositore italiano
- 1987 - Jesper Mathisen, ex calciatore norvegese
- 1987 - Bobby Ryan, hockeista su ghiaccio statunitense
- 1987 - Reineris Salas, ex lottatore cubano
- 1987 - Emmanuel Sanders, ex giocatore di football americano statunitense
- 1987 - Francisca Valenzuela, cantante e polistrumentista statunitense
- 1988 - Tomomi Abiko, astista giapponese
- 1988 - Emilia Bove, cestista italiana
- 1988 - Davide Brivio, allenatore di calcio e ex calciatore italiano
- 1988 - Jurij Djupin, calciatore russo
- 1988 - Kris Durham, ex giocatore di football americano statunitense
- 1988 - Martín Díaz, ex calciatore uruguaiano
- 1988 - Bodiong Christian Ebala, calciatore camerunese
- 1988 - Rasmus Elm, ex calciatore svedese
- 1988 - Fraser Forster, calciatore inglese
- 1988 - Georg Fröhlich, pilota motociclistico tedesco
- 1988 - Grimes, cantante e musicista canadese
- 1988 - Rob Housler, giocatore di football americano statunitense
- 1988 - Laurențiu Iorga, allenatore di calcio e ex calciatore rumeno
- 1988 - Josefin Johansson, calciatrice svedese
- 1988 - Carrie Johnson, britannica
- 1988 - Zorica Mitov, cestista serba
- 1988 - Jonas Mouton, giocatore di football americano statunitense
- 1988 - Ondřej Polívka, pentatleta ceco
- 1988 - Jonahan Romero, calciatore statunitense
- 1988 - Jairzinho Rozenstruik, artista marziale mista e kickboxer surinamese
- 1988 - Renzo Rubino, cantautore italiano
- 1988 - John Skelton, ex giocatore di football americano statunitense
- 1988 - Heidi Zacher, ex sciatrice alpina e sciatrice freestyle tedesca
- 1989 - Bisha K. Ali, comica e sceneggiatrice britannica
- 1989 - Mikael Backlund, hockeista su ghiaccio svedese
- 1989 - Aristide Barraud, ex rugbista a 15 francese
- 1989 - Luca Castiglia, calciatore italiano
- 1989 - Morfydd Clark, attrice britannica
- 1989 - Francesca Dego, violinista italiana
- 1989 - Dong Feixia, atleta paralimpica cinese
- 1989 - João Emir Porto Pereira, calciatore brasiliano
- 1989 - Calle Halfvarsson, fondista svedese
- 1989 - Shinji Kagawa, calciatore giapponese
- 1989 - Juan Lagares, giocatore di baseball dominicano
- 1989 - Andreas Landgren, ex calciatore svedese
- 1989 - Michele Liva, ex saltatore con gli sci italiano
- 1989 - Ndidi Madu, ex cestista statunitense
- 1989 - Neven Majstorović, pallavolista serbo
- 1989 - Rafael Martins, calciatore brasiliano
- 1989 - Paul Marc Rousseau, musicista, produttore discografico e blogger canadese
- 1989 - Roman Schlagenhauf, hockeista su ghiaccio svizzero
- 1989 - Mostafa Mahmoud Selim, calciatore egiziano
- 1989 - Michael Thomas, giocatore di football americano statunitense
- 1989 - Paul Wollin, attore teatrale e attore cinematografico tedesco
- 1989 - Arán de las Casas, cantante, attore e batterista venezuelano
- 1990 - Artem Baranovs'kyj, calciatore ucraino
- 1990 - Casey Calvert, attrice pornografica, regista e produttrice cinematografica statunitense
- 1990 - Xavier Chevrier, fondista di corsa in montagna italiano
- 1990 - Marco Crimi, calciatore italiano
- 1990 - Abdelhamid El Kaoutari, ex calciatore francese
- 1990 - Paola Guarneri, schermitrice italiana
- 1990 - Lawrence Guy, giocatore di football americano statunitense
- 1990 - Hozier, cantautore e musicista irlandese
- 1990 - Anders Kristiansen, ex calciatore norvegese
- 1990 - Elton Junior Melo Ataíde, calciatore brasiliano
- 1990 - Aderbar Melo dos Santos Neto, calciatore brasiliano
- 1990 - Saina Nehwal, giocatrice di badminton indiana
- 1990 - Amadaiya Rennie, ex calciatore liberiano
- 1990 - Stéphane Richelmi, pilota automobilistico monegasco
- 1990 - Greg Stewart, calciatore scozzese
- 1990 - Yūta Tamamori, attore giapponese
- 1990 - Jessey Voorn, ex cestista olandese
- 1990 - Sheanon Williams, ex calciatore statunitense
- 1991 - Steven Diez, tennista canadese
- 1991 - Sergej Kalinin, hockeista su ghiaccio russo
- 1991 - Benson Kipruto, maratoneta keniota
- 1991 - Ofir Kriaf, calciatore israeliano
- 1991 - Antonio Luna Rodríguez, calciatore spagnolo
- 1991 - Dimitri Bissiki, calciatore congolese (Repubblica del Congo)
- 1991 - Dănuț Ion Moldovan, bobbista e ex velocista rumeno
- 1991 - Mohsen Mosalman, calciatore iraniano
- 1991 - Cordarrelle Patterson, giocatore di football americano statunitense
- 1992 - Rico Benatelli, calciatore tedesco
- 1992 - Eliza Bennett, attrice e cantante britannica
- 1992 - Julien Bernard, ciclista su strada francese
- 1992 - John Boyega, attore britannico
- 1992 - Patrick Cantlay, golfista statunitense
- 1992 - Pierrick Cros, calciatore francese
- 1992 - Jodel Dossou, calciatore beninese
- 1992 - Margo Geer, nuotatrice statunitense
- 1992 - Shahfiq Ghani, calciatore singaporiano
- 1992 - Marin Glavaš, calciatore croato
- 1992 - Louis Hunter, attore e doppiatore australiano
- 1992 - Mathis Mönninghoff, cestista tedesco
- 1992 - Karim Onisiwo, calciatore austriaco
- 1992 - Pauline Peyraud-Magnin, calciatrice francese
- 1992 - Chananan Pombuppha, calciatore thailandese
- 1992 - Héctor Quiñónes, ex calciatore colombiano
- 1992 - Germán Rivero, calciatore argentino
- 1992 - Taylor Sander, giocatore di beach volley e pallavolista statunitense
- 1992 - Jackichand Singh, calciatore indiano
- 1992 - Yeltsin Tejeda, calciatore costaricano
- 1992 - Milan Trajković, ostacolista serbo
- 1993 - Alvan, cantante e musicista francese
- 1993 - Khouma El Babacar, calciatore senegalese
- 1993 - Matteo Bianchetti, calciatore italiano
- 1993 - Caterina Dotto, cestista italiana
- 1993 - Francesca Dotto, ex cestista italiana
- 1993 - João Rafael Ferreira, pallavolista brasiliano
- 1993 - Nicolò Govoni, scrittore e attivista italiano
- 1993 - Dávid Holman, calciatore ungherese
- 1993 - Takamoto Katsuta, pilota di rally giapponese
- 1993 - Alexandre Ramalingom, calciatore malgascio
- 1993 - František Sisr, dirigente sportivo, ex ciclista su strada e ex pistard ceco
- 1993 - Simon Sluga, calciatore croato
- 1993 - Ilaria Titone, triatleta italiana
- 1993 - Ivan Trubočkin, ex calciatore ucraino
- 1993 - Julia Winter, attrice svedese
- 1994 - Afef Ben Ismail, canoista tunisina
- 1994 - DeForest Buckner, giocatore di football americano statunitense
- 1994 - Assan Ceesay, calciatore gambiano
- 1994 - Jakub Garbacz, cestista polacco
- 1994 - Bashaara Graves, ex cestista statunitense
- 1994 - Josh Hagins, cestista statunitense
- 1994 - Hallam Hope, calciatore barbadiano
- 1994 - Christin Hussong, giavellottista tedesca
- 1994 - João Victor, calciatore brasiliano
- 1994 - Elisabeth Maier, skeletonista canadese
- 1994 - Patryk Matkowski, giocatore di football americano polacco
- 1994 - Soualiho Meïté, calciatore francese
- 1994 - Diogo Neves, hockeista su pista portoghese
- 1994 - Ivan Provedel, calciatore italiano
- 1994 - Terry Rozier, cestista statunitense
- 1994 - Marcel Sabitzer, calciatore austriaco
- 1994 - Luiza Saidiyeva, arciera kazaka
- 1994 - Tobias Schwede, calciatore tedesco
- 1994 - Andy Vaquero, calciatore cubano
- 1994 - Tone Wieten, canottiere olandese
- 1995 - Finn Butcher, canoista neozelandese
- 1995 - Miguel Castroman, calciatore svizzero
- 1995 - Kei Chinen, calciatore giapponese
- 1995 - Guillermo Cotugno, calciatore uruguaiano
- 1995 - Nikola Dudášová, cestista slovacca
- 1995 - Luca Fazzini, hockeista su ghiaccio svizzero
- 1995 - Lisa Sophie Gericke, bobbista e ex pattinatrice di velocità su ghiaccio tedesca
- 1995 - Maksim Karpov, calciatore russo
- 1995 - Joel Lützow, attore svedese
- 1995 - Thiago Martins Bueno, calciatore brasiliano
- 1995 - Christian Mekowulu, cestista nigeriano
- 1995 - Moris Qvitelashvili, pattinatore artistico su ghiaccio russo
- 1995 - Ángel Rivera, ex cestista portoricano
- 1995 - Alisson Safira, calciatore brasiliano
- 1995 - Claressa Shields, pugile e artista marziale mista statunitense
- 1995 - Amanda Sifferlen, pallavolista statunitense
- 1995 - Lucas Suárez, calciatore argentino
- 1995 - Amalie Thestrup, calciatrice danese
- 1995 - Glen Toonga, giocatore di football americano britannico
- 1995 - Szabolcs Varga, calciatore ungherese
- 1996 - Julija Belomestnych, bobbista e ex velocista russa
- 1996 - Federico Bikoro, calciatore camerunese
- 1996 - Arturo Calabresi, calciatore italiano
- 1996 - Viola Calligaris, calciatrice svizzera
- 1996 - Boris Cmiljanić, calciatore montenegrino
- 1996 - Aleksandra Crvendakić, cestista serba
- 1996 - Brendan Galloway, calciatore inglese
- 1996 - Jordan Hamilton, calciatore canadese
- 1996 - Richard Jensen, calciatore finlandese
- 1996 - Tokischa, rapper dominicana
- 1996 - Irina Velihanova, multiplista turkmena
- 1996 - Nemanja Ćalasan, calciatore serbo
- 1997 - Lilija Achaimova, ex ginnasta russa
- 1997 - Pablo Aránguiz, calciatore cileno
- 1997 - Arnas Beručka, cestista lituano
- 1997 - Quentin Boisgard, calciatore francese
- 1997 - Konrad Bukowiecki, pesista polacco
- 1997 - Alessandro Cassese, cestista italiano
- 1997 - Everton Galdino, calciatore brasiliano
- 1997 - Nico Gleirscher, slittinista austriaco
- 1997 - Ryan Hardie, calciatore scozzese
- 1997 - Mohamed Samy, nuotatore egiziano
- 1997 - Olabisi Johnson, giocatore di football americano statunitense
- 1997 - Katie Ledecky, nuotatrice statunitense
- 1997 - Nijirō Murakami, attore e doppiatore giapponese
- 1997 - Idan Nachmias, calciatore israeliano
- 1997 - Williams Narace, cestista camerunese
- 1997 - Tomás Rojas, calciatore paraguaiano
- 1997 - Paik Seung-ho, calciatore sudcoreano
- 1997 - Felipe Villagrán, calciatore cileno
- 1998 - Demba Bamba, rugbista a 15 francese
- 1998 - Luís Henrique, calciatore brasiliano
- 1998 - Adonis Frías, calciatore argentino
- 1998 - Lize Kop, calciatrice olandese
- 1998 - Vitalij Movčan, militare ucraino († 2022)
- 1998 - Nathan O'Toole, attore irlandese
- 1998 - Uroš Račić, calciatore serbo
- 1998 - Sherwin Seedorf, calciatore olandese
- 1998 - Katrine Svane, calciatrice danese
- 1998 - Agata Zupin, ostacolista slovena
- 1999 - Emmanuel Akot, cestista canadese
- 1999 - Kyle Alexander, sciatore alpino canadese
- 1999 - Fabienne Buri, ciclista su strada, pistard e ciclocrossista svizzera
- 1999 - Yannick Chabloz, ex sciatore alpino svizzero
- 1999 - Laura Dotto, atleta paralimpica italiana
- 1999 - Igor Gomes, calciatore brasiliano
- 1999 - Royce Hamm, cestista statunitense
- 1999 - Warsama Hassan, calciatore gibutiano
- 1999 - Hanna Binke, attrice tedesca
- 1999 - Jung Seung-gi, skeletonista sudcoreano
- 1999 - Joel Mattsson, ex calciatore finlandese
- 1999 - Robert Morales, calciatore paraguaiano
- 1999 - Karl Erik Nazarov, velocista estone
- 1999 - Zoran Pingel, attore tedesco
- 1999 - York Rafael, calciatore svedese
- 1999 - Daniel Segura, calciatore ecuadoriano
- 1999 - Lorena Wiebes, ciclista su strada e pistard olandese
- 2000 - Mostafa Shobeir, calciatore egiziano
- 2000 - Malik Batmaz, calciatore tedesco
- 2000 - Tyson Campbell, giocatore di football americano statunitense
- 2000 - Molly Caudery, astista britannica
- 2000 - Cameron Das, pilota automobilistico statunitense
- 2000 - Keum Ji-hyeon, tiratore a segno sudcoreana
- 2000 - Iōannīs Kōstī, calciatore cipriota
- 2000 - Nicolas Madsen, calciatore danese
- 2000 - Aleksandr Milanin, combinatista nordico russo
- 2000 - David Ojabo, giocatore di football americano nigeriano
- 2000 - Elena Pietrini, pallavolista italiana
- 2000 - Virgiliu Postolachi, calciatore moldavo
- 2000 - Shin Jin-seo, goista sudcoreano
- 2000 - Jaylin Simpson, giocatore di football americano statunitense
- 2000 - Kaito Sugimoto, ginnasta giapponese
- 2000 - Timur Sulejmanov, calciatore russo

## XXI secolo(30)
- 2001 - Niklas Hedl, calciatore austriaco
- 2001 - Verena Hofer, slittinista italiana
- 2001 - Ivan Ilić, calciatore serbo
- 2001 - Johnny Juzang, cestista statunitense
- 2001 - Bailey Lear, velocista statunitense
- 2001 - Nicolás Marichal, calciatore uruguaiano
- 2001 - Thasup, artista e produttore discografico italiano
- 2001 - Pietro Pellegri, calciatore italiano
- 2002 - Steven Bradley, calciatore scozzese
- 2002 - Franco Frías, calciatore argentino
- 2002 - Adam Marchiev, calciatore russo
- 2002 - Andrej Minakov, nuotatore russo
- 2002 - Manlio Moro, pistard e ciclista su strada italiano
- 2003 - Youri Baas, calciatore olandese
- 2003 - Georgia Courage-Gardiner, nuotatrice artistica australiana
- 2003 - Dyson Daniels, cestista australiano
- 2003 - Isaac Dunbar, cantautore statunitense
- 2003 - Dennis Hauger, pilota automobilistico norvegese
- 2003 - Il'ja Man'kov, saltatore con gli sci russo
- 2003 - Eliédson, calciatore brasiliano
- 2003 - Damián Rodríguez, calciatore spagnolo
- 2003 - Ari Sigurpálsson, calciatore islandese
- 2003 - Addisu Yihune, mezzofondista etiope
- 2003 - Arthur, calciatore brasiliano
- 2005 - Juan Francisco Rossel, calciatore cileno
- 2005 - Nelson Weiper, calciatore tedesco
- 2005 - Leandro Viana da Silva Gama, calciatore brasiliano
- 2006 - Gabriele Targhetta, ginnasta italiano
- 2008 - Elizaveta Brener, nuotatrice artistica russa
- 2011 - Heili Sirviö, skater finlandese

## Senza anno specificato(1)
- Kayono, fumettista giapponese